# Tiboldi István (költő)
Tiboldi István (Székelyszentmiklós, 1793 – Kiskede, 1880) költő, unitárius tanító.

## Élete
Székelyszentmiklóson született unitárius földműves családból. Tanulmányait Siménfalván kezdte, majd a székelykeresztúri algimnáziumban, később a kolozsvári kollégiumban folytatta. Itt  elvégezte a teológiai tanfolyamot is. Negyedszázadon keresztül Szentgericén tanított, kántorizált. Betegségére hivatkozva 1844-ben lemondott szentgericei tanítói állásáról és hazaköltözött Székelyszentmiklósra.
Kevés ideig gazdálkodott, majd Nagykede és Kiskede közös iskolájában tanított még 35 évet. 86 éves korára Jakab Elek a Néptanitók Lapjában így köszönti régi tanítómesterét:„Tiboldinak valódi hivatása volt a költészetre, kivált a vígra, elmésre. Verseiben gondolat volt, a szép eszmék, élc és nemes humor, játsziság és megkapó fordulatok, verselése könnyű, szépen folyó, népies, nyelve és rytmusa magyaros”.

## Művei
Első verseiben  Zrínyit és Gyöngyösit utánozta. Bennük az ige igével, a főnév a főnévvel, a rag ugyanazzal a raggal rímelt. Későbbi versei Kisfaludy Sándor hatását tükrözték.
Legnagyobb terjedelmű két munkájával a nép legnagyobb ellenségének, a bornak, illetve a szőlőhegyeknek állított emléket. 1841-ben mutatta be Szentgerice bortermő helyeit a Bachus utazása Szentgericén címen. Másik bor témájú verse 1870-ből való. Ebben a kiskedei szőlőhegyet írta le. A két vers közötti különbséget a megírás célja fejezte ki. A szentgericei bortermelésről az elutasítás hangja csendült ki, a kedeiben a földművelés fejlettségét hangsúlyozta ki.
Irodalmi tevékenységének túlnyomó részét gyermekversei képezték. Több mint 250 alkalmi gyermekverset írt.  Sok verse tanítványainál maradt és ezek elveszettnek tekinthetőek. Tiboldi sok verse párbeszédes formában jelent meg. Ezekben az egyik fél védelmezte, a másik ostorozta a versben felvetődő rossz szokást vagy tulajdonságot. Így tudódott ki, hogy mi a helyes és mi a helytelen magatartás.
Írt epigrammákat is. Ezeknek többsége eredeti volt, de volt köztük kölcsönzött és utánzott is.
Részt vett Kriza Vadrózsák gyűjtésében és Merényi-féle népmesegyűjtemény életre hívásában.
Tibolditól fönnmaradt egy prédikációtöredék, melyben az 1817-es éhínség borzalmait örökíti  meg.
A költőt Kriza „öreg bárdusnak”, Benedek Elek „öreg trubadurnak”, Kozma Zoltán „Nyikómente öreg prófétájának”, Rédiger Géza „parlagon maradó őstehetségnek” mondta. 
Tiboldi a székelységet csaknem faluról falura bejárta, elmondva előttük verseit és népdalait, kipuhatolva tőlük meséiket, a tündérregéiket, mondáikat, följegyezve sajátos szójárásaikat, a közmondásaikat és a tánc közötti versecskéket. Tiboldi István életét távoli, eldugott falvakban töltötte, a tanítványainak ő maga készített fagyalbogyóból „tentát” (tinta), anyanyelve mellett kitűnő latinos volt, verseket irt latinul, de cigányul is jól tudott, mi több nagyszerűen is verselt ezen a nyelven – írja Jakab Elek.